# Pete Shelley

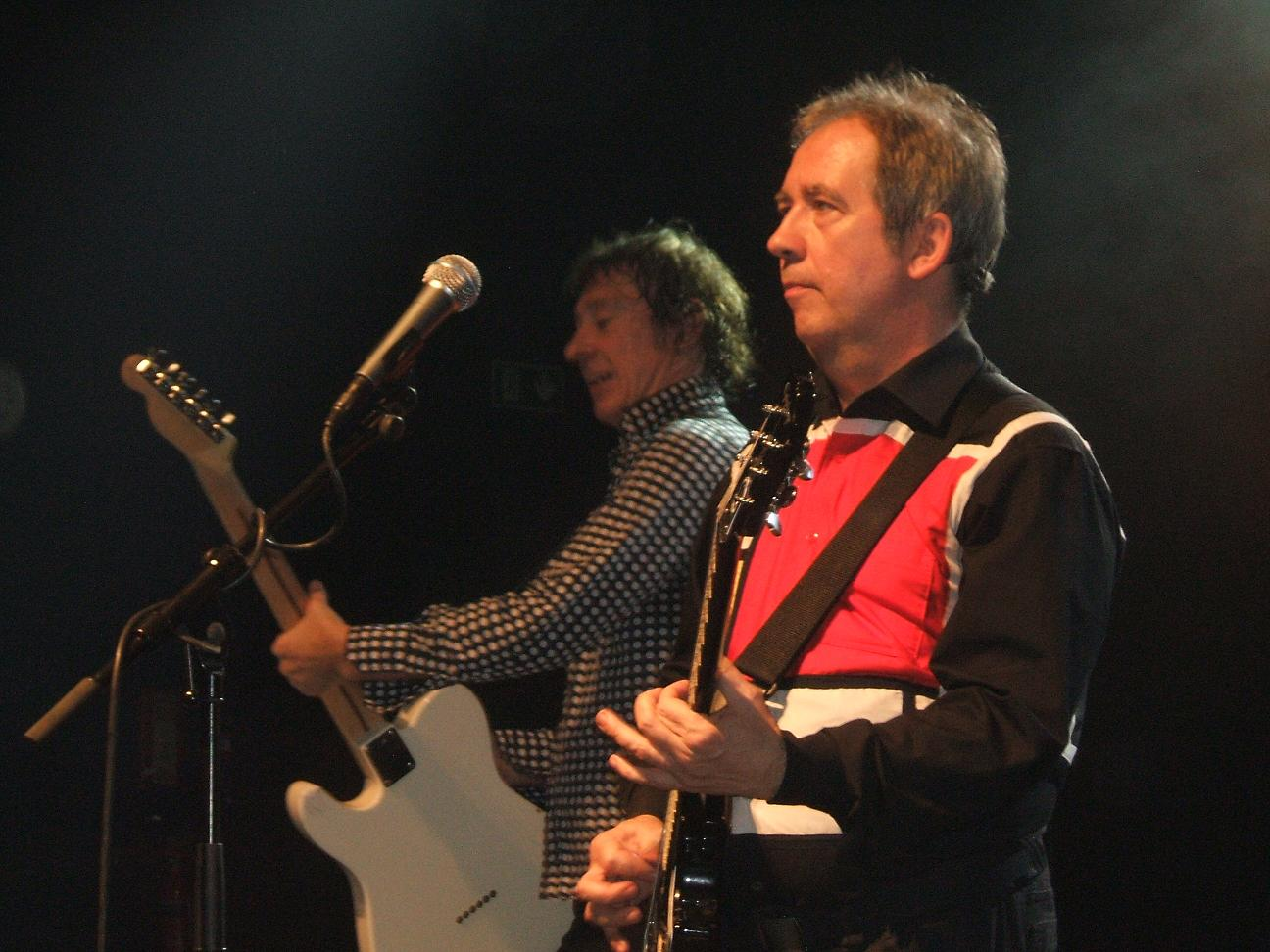
Pete Shelley bei einem Auftritt 2009

Pete Shelley (bürgerlich Peter Campbell McNeish, * 17. April 1955 in Leigh; † 6. Dezember 2018 in Tallinn) war ein britischer Musiker, der als Gitarrist und Sänger der Buzzcocks bekannt wurde.

## Leben
Peter McNeish wurde als Sohn von Margaret und John McNeish geboren. Er studierte Elektronik am Bolton Institute of Technology und begann erste Songs zu schreiben und aufzunehmen. Er gründete eine Band namens „Jets of Air“, die einige wenige Auftritte absolvierte. Daneben experimentierte er auch mit elektronischer Musik.
Inspiriert von den Sex Pistols gründete er 1975/76 gemeinsam mit Howard Devoto in Bolton die Punk-Band Buzzcocks, bei der er Gitarre spielte und für die er sich den Künstlernamen Pete Shelley zulegte. Die beiden reisten in einem geborgten Auto den Sex Pistols zu ihren Auftritten nach. Sie wollten für die Pistols einen Gig in Manchester organisieren und überredeten deren Manager Malcolm McLaren, sie dafür dort ebenfalls auftreten zu lassen. Dazu kam es zwar nicht, weil die Band zum Auftritt am 4. Juni 1976 noch nicht vollständig besetzt war, aber kurz darauf, am 20. Juli konnten sie beim zweiten Konzert der Sex Pistols in Manchester im Vorprogramm spielen. Ganz im Sinne des Do-it-yourself-Gedankens brachten sie ihre erste EP Spiral Scratch 1977 selbst heraus. Das Geld dafür borgten sie sich bei Shelleys Vater aus. Obwohl es noch kein Vertriebsnetz für unabhängige Plattenfirmen gab, konnten sie 16.000 Exemplare verkaufen. Das darauf von Shelley gespielte minimalistische Gitarrensolo beim Stück Boredom gilt als eines der berühmtesten der Punk-Ära.
Devoto verließ nach der Veröffentlichung der Platte die Band, um sein eigenes Projekt Magazine zu gründen. Daher übernahm Shelley nun den Gesangspart und das Texten der Lieder. Er schrieb den erfolgreichsten Song der Band, Ever Fallen in Love (With Someone You Shouldn’t’ve). Shelley förderte auch selbst die Karriere junger Bands: So hatte etwa Joy Division den ersten Auftritt als Vorgruppe für die Buzzcocks. Nach einigen erfolgreichen Veröffentlichungen beim Major-Label United Artists löste Shelley 1981 die Buzzcocks auf und beschritt Solopfade, wobei er sein Interesse für elektronische Musik einfließen ließ. Als erstes Album als Solokünstler veröffentlichte er das bereits 1974 aufgenommene Sky Yen. Die Debütsingle Homosapien des gleichnamigen Albums wurde in den USA ein Klubhit und soll auf die sich entwickelnde Technoszene in Detroit Einfluss gehabt haben.
1989 kam es zu einer Wiedervereinigung der Buzzcocks, die Band ging auf Tournee und veröffentlichte weitere Alben. 2002 nahmen Peter Shelley und Howard Devoto unter dem Namen ShelleyDevoto wieder ein gemeinsames Album auf.
Pete Shelley war in zweiter Ehe mit Greta, einer Estin, verheiratet und lebte auch seit 2012 in Estland. Dort starb er im Dezember 2018 im Alter von 63 Jahren, mutmaßlich an einem Herzinfarkt.

## Diskografie
mit den Buzzcocks
als Solokünstler
- 1980: Sky Yen (Groovy Records)
- 1981: Homosapien (Genetic/Arista Records)
- 1983: Telephone Operator (Genetic/Arista Records)
- 1983: XL 1 (Genetic/Arista Records)
- 1986: Heaven & the Sea (Mercury Records)
- 2016: Cinema Music and Wallpaper Sounds (Caroline True Records)

mit ShelleyDevoto
- 2002: Buzzkunst (Cooking Vinyl)